# رينيه دوبويه
رينيه دوبويه هي كاتِبة كندية، ولدت في 17 يناير 1949.